# نیسان پرزیدنت
نیسان پرزیدنت (Nissan President) خودرویی است.
این خودرو در کلاس خودرو لوکس قرار گرفته،

## نگارخانه

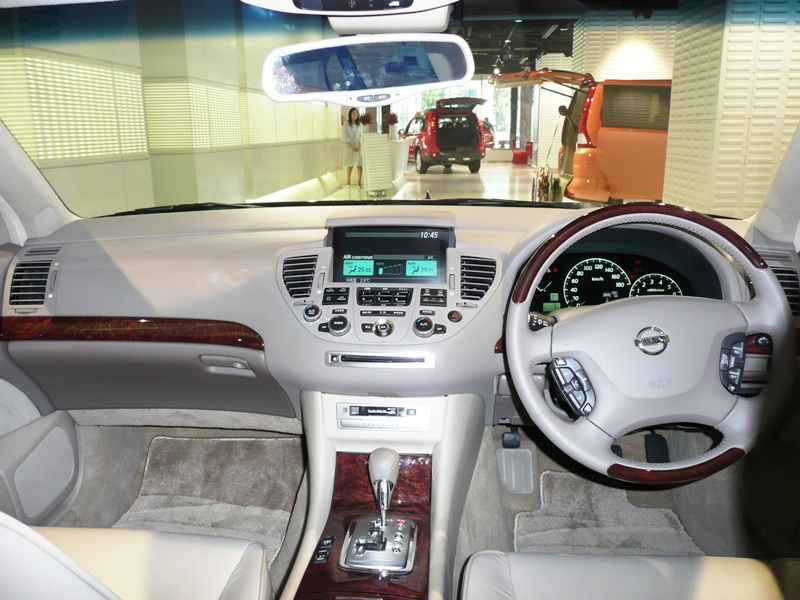
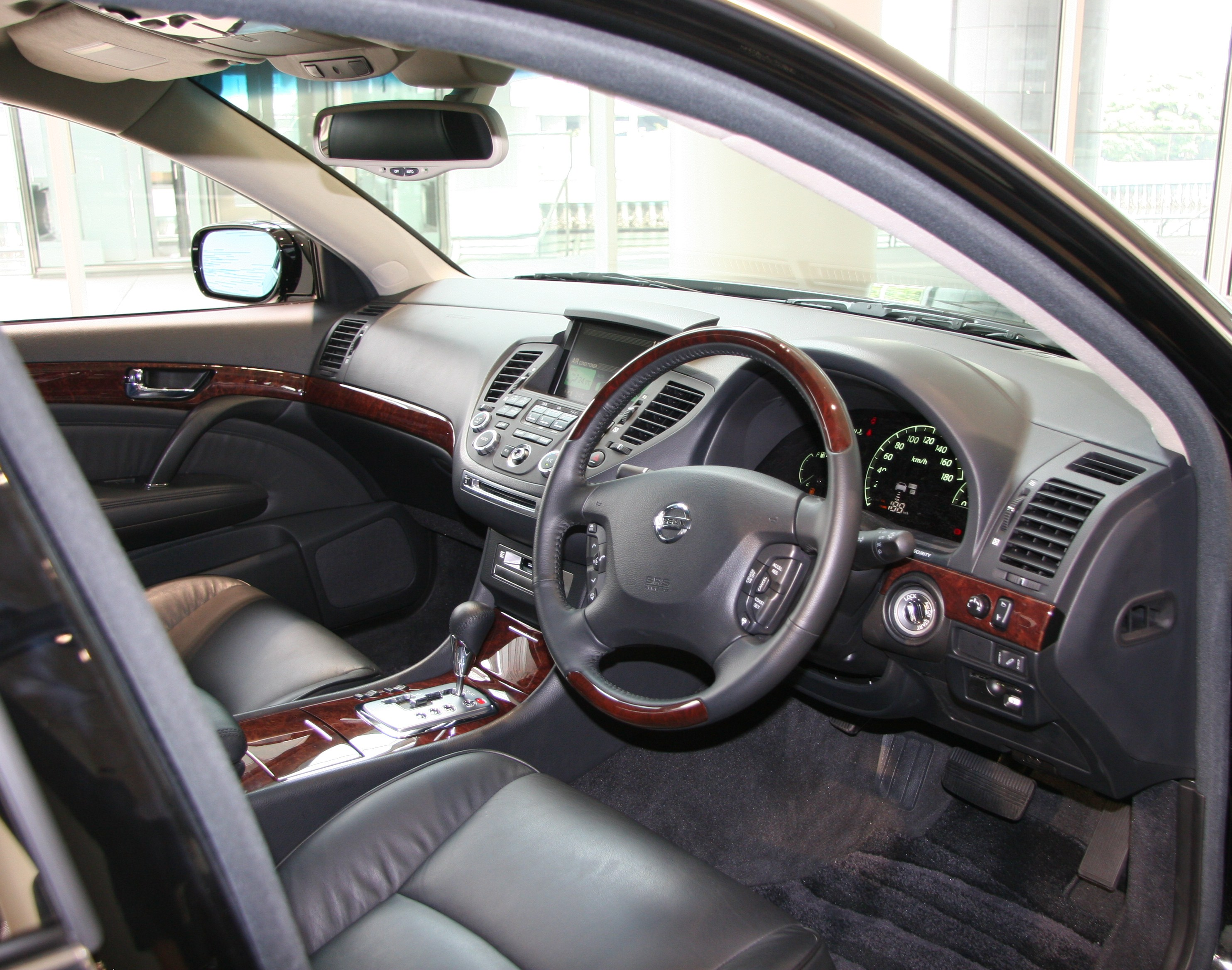